# L'ultima parola - La vera storia di Dalton Trumbo
L'ultima parola - La vera storia di Dalton Trumbo (Trumbo) è un film del 2015 diretto da Jay Roach.

## Trama
Sul finire degli anni quaranta, la carriera di successo dello sceneggiatore Dalton Trumbo subisce un arresto, quando lui e altre figure di Hollywood - in corrispondenza con l'avvento del Maccartismo - vengono incluse nella lista nera per via delle loro simpatie comuniste. Trumbo inizia così una lotta contro il governo ed i boss degli studios, ma nonostante ciò trova il modo di scrivere, sotto pseudonimo, altri film di successo, come Vacanze romane, Spartacus ed Exodus. 

## Produzione
Il film, basato sulla biografia Trumbo di Bruce Alexander Cook, racconta la vita dello sceneggiatore di Hollywood Dalton Trumbo. Trumbo è interpretato da Bryan Cranston, affiancato da un cast che comprende Diane Lane, Helen Mirren, Michael Stuhlbarg, Louis C.K., Elle Fanning, John Goodman, Adewale Akinnuoye-Agbaje, David James Elliott e Alan Tudyk.

## Distribuzione
Il film è stato presentato in anteprima al Toronto International Film Festival, il 12 settembre 2015, per poi essere distribuito nelle sale cinematografiche statunitensi il 6 novembre 2015. In Italia è arrivato l'11 febbraio 2016.

## Riconoscimenti
- 2016 - Premi Oscar
  - Candidatura per il Miglior attore protagonista a Bryan Cranston
- 2016 - British Academy Film Awards
  - Candidatura per Miglior attore protagonista a Bryan Cranston
- 2016 - Screen Actors Guild Award
  - Candidatura per Miglior cast
  - Candidatura per Miglior attore protagonista a Bryan Cranston
  - Candidatura per Migliore attrice non protagonista a Helen Mirren
- 2016 - Golden Globe
  - Candidatura per Miglior attore in un film drammatico a Bryan Cranston
  - Candidatura per Miglior attrice non protagonista a Helen Mirren
- 2016 - Critics' Choice Movie Awards
  - Candidatura per Miglior attore protagonista a Bryan Cranston
  - Candidatura per Miglior attrice non protagonista a Helen Mirren
  - Candidatura per Miglior cast
- 2016 - Writers Guild of America Awards
  - Candidatura per Miglior sceneggiatura non originale a John McNamara